# Yiwu (Jinhua)

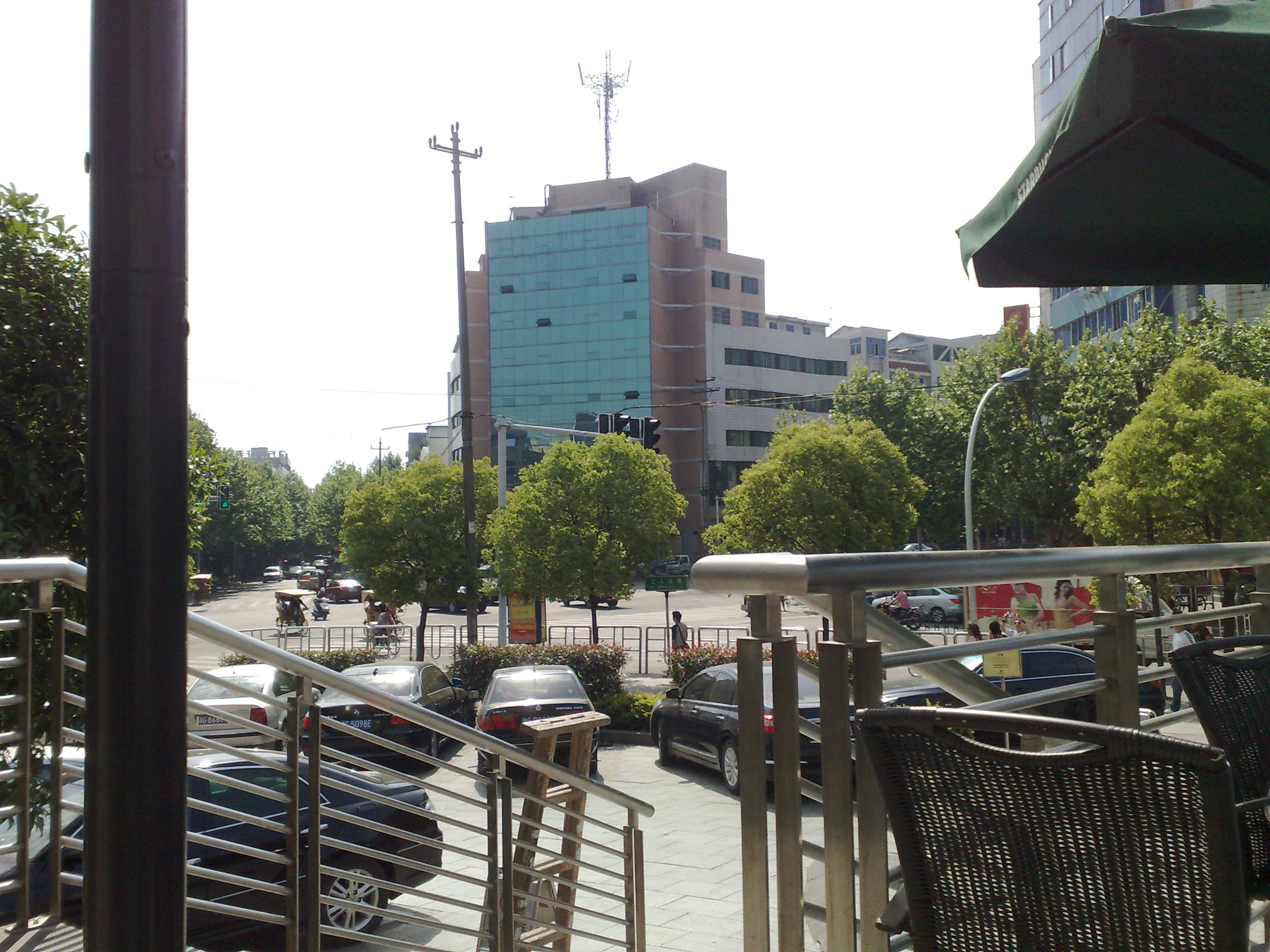
Stadtbild Yiwus

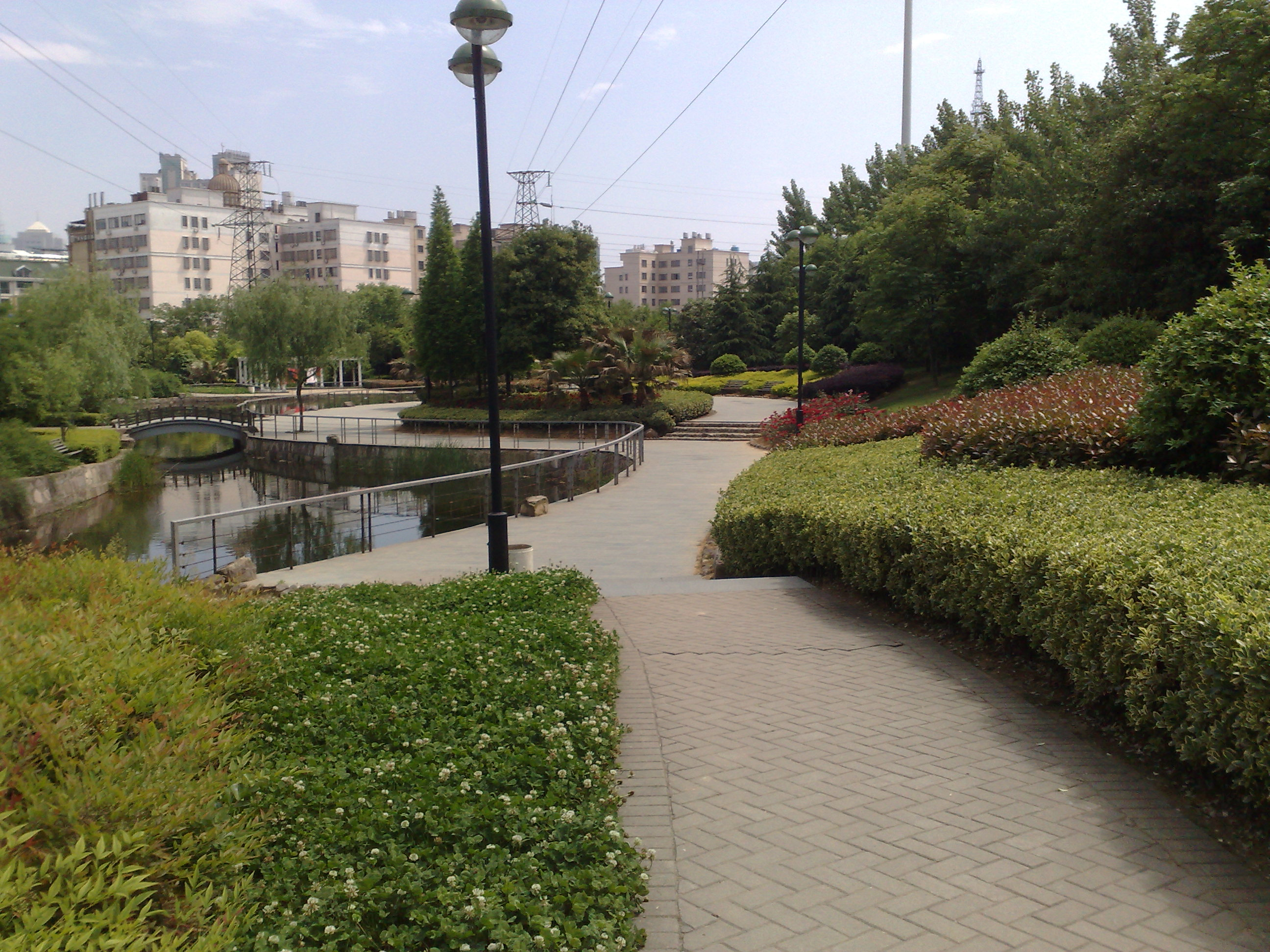
Park in Yiwu

Yiwu (chinesisch 义乌市, Pinyin Yìwū Shì) ist eine kreisfreie Stadt, die zum Verwaltungsgebiet der bezirksfreien Stadt Jinhua in der chinesischen Provinz Zhejiang gehört. Yiwu hat eine Fläche von 1.104 Quadratkilometern und zählt 1.859.390 Einwohner (Stand: Zensus 2020).
Yiwu besitzt den weltweit größten Markt für den Handel mit Kleinwaren. Rund 400.000 verschiedene Produkte werden hier angeboten (Stand 2015) und viele davon in nahezu alle Länder der Welt exportiert. In Yiwu leben deshalb Stand 2013 auch rund 13.000 ausländische Geschäftsleute. Die Stadt Yiwu besitzt zudem die einzige chinesische Zollbehörde auf Kreisebene.
Die Stadt ist außerdem grenzübergreifend als „Stadt der Weihnacht“ bekannt. Fast zwei Drittel aller weltweit verkauften Weihnachtsartikel werden in Yiwu hergestellt.

## Infrastruktur
2014 fuhr von hier ein Container-Eisenbahn-Güterzug erstmals und testweise die 13.000-km-Rekordstrecke bis Madrid. Diese Verbindung wird seitdem regelmäßig angeboten. Mittlerweile werden auch weitere Ziele in Europa wie z. B. seit Anfang 2017 das 12.000 km und auf dieser Strecke 16 Tage (die halbe Zeit des Seewegs) und 8 Länder entfernte London im Rahmen des Trans-Eurasia-Express als Teil des „One Belt, One Road“-Projekts mit Container-Güterzügen angefahren.